# Mural de Cardedeu
El Mural de Cardedeu és un mural pintat en un mur de grans dimensions del terraplè de la via del tren a l'entrada oest de Cardedeu (concretament a la carretera C-251), les imatges dels quals han anat variant al llarg dels anys. Les dues principals imatges que romanen des del primer dia són una estelada roja i una imatge blanca dels Països Catalans sota un fons negre amb un cercle, també blanc, rodejant-la.
Tot i els diversos atacs amb esprai i pintura que ha rebut el mural, la població de Cardedeu l'ha anat repintant i actualitzant segons les diferents circumstàncies del moment. Consta, d'esquerra a dreta de: un mural que diu «Cardedeu feminista» realitzat durant la vaga feminista, un mural que diu «Benvingudes refugiades», la ja esmentada silueta dels Països Catalans, una estelada, un mural que diu «A Vilalba ni golf ni xalets» i un mural que diu «Llibertat presos polítics».

## Història
La primera pintada del mural va ser realitzada pels Maulets vers 1998. El mes d'agost de 2013, el mural va ésser esborrat després de la petició del Govern de Cardedeu, governat per Calamanda Vila de CiU i dos regidors del Partit Popular, amb la intenció d'instal·lar les lletres de «Benvinguts a la vila de Cardedeu». La paret va ser repintada amb la frase «Calamanda, dimissió». El dia 8 de setembre, dues setmanes després, unes quatre centes persones van concentrar-se al mur per tal de repintar-lo amb l'estelada i afegir unes lletres d'acer on s'hi pot llegir «poble per la independència» sota les lletres ja instal·lades pel consistori (amb un cost de 700 €).
La reacció d'un dels regidors del PP de Cardedeu va ésser denunciar alguns membres de diferents entitats del poble per aquests fets davant dels Mossos d'Esquadra i un total de nou veïns van ser encausats com a presumptes autors d'una falta de deslluïment de bé immoble. «Jo també hi era» va ésser la plataforma de solidaritat pels denunciats. El 17 d'abril de 2014, un mes i mig després de la celebració del judici, vuit dels nou encausats van ésser condemnats a quatre dies de localització permanent, al pagament de costos processals i a indemnitzar ADIF amb la quantitat de 7.640,40 € en concepte de responsabilitat civil pels danys causats al seu mur. Finalment, l'Audiència de Barcelona va absoldre els encausats.
El desembre de 2013, el mural va rebre un atac amb pintades sobre l'estelada on s'hi podia llegir «ESPAÑA» i diversos insults, així com el robatori de les lletres de metall que deien «Poble per la independència», just a sota de «Benvinguts a la vila de Cardedeu». Després de l'atac, però, les veïnes i veïns de Cardedeu van ser convocats per diferents entitats el 28 de desembre per tal d'arreglar els desperfectes.